# Rezerwat przyrody Rowokół
Rowokół – zlikwidowany leśno-krajobrazowy rezerwat przyrody, położony na terenie gminy Smołdzino w powiecie słupskim (województwo pomorskie, wcześniej województwo słupskie).
Obszar chroniony został utworzony 1 lipca 1984 na podstawie Zarządzenia Ministra Leśnictwa i Przemysłu Drzewnego z dnia 18 maja 1984 roku w sprawie uznania za rezerwat przyrody (Monitor Polski nr 15, poz. 108) – jednocześnie z trzema innymi rezerwatami na terenie Słowińskiego Parku Narodowego (Las Górkowski, Jałowce, Nowe Wicko). Został zlikwidowany wiosną 2004 wskutek powiększenia granic Słowińskiego Parku Narodowego i jego otuliny.

## Położenie
Rezerwat obejmował tereny południowo-wschodniego zbocza wzgórza Rowokół i jego okolic w granicach wsi Smołdzino, w tym przełomowego fragmentu rzeki Łupawy przed ujściem do jeziora Gardno. Cały teren leśny (511,76 ha) leżał w granicach eksklawy Słowińskiego Parku Narodowego (tzw. Uroczyska Rowokół). Według aktu powołującego obszar rezerwatu składał się z: obszaru lasu zarządzanego przez park narodowy – wydzielenia leśne 111–116, 120–140 (o powierzchni 511,76 ha), obszaru łąk – działki nr 4 (22,29 ha) i nr 2 (24,25 ha) oraz fragmentu rzeki Łupawy (4,51 ha).

## Charakterystyka
Celem ochrony rezerwatowej było „zachowanie zalesionego wzgórza Rowokół w równinnym krajobrazie Pobrzeża Słowińskiego, przełomowego odcinka rzeki Łupawy, odosobnionych stanowisk lasów bukowych i mieszanych oraz pozostałości słowiańskich grodzisk i miejsc kultowych”. Chronione wzgórze stanowi zalesiony fragment moreny czołowej o wysokości dochodzącej do 114,8 m n.p.m. Było ono wykorzystywane jako miejsce kultu dla Słowian i grodzisko otoczone wałem, istniejące od IX do XI wieku. Od XII do XVI wieku na szczycie znajdowało się sanktuarium maryjne (ostatecznie rozebrane w XIX wieku). Wzgórze służy także za punkt nawigacyjny. Na Rowokole postawiono wieżę widokową czynną od maja do września, przebiega przez nie ścieżka turystyczna.